# Okręgowe rozgrywki w piłce nożnej woj. olsztyńskiego, elbląskiego i suwalskiego (1988/1989)
Drużyny z województwa olsztyńskiego, elbląskiego i suwalskiego występujące w ligach centralnych i makroregionalnych:
- I liga – brak
- II liga – Stomil Olsztyn
- III liga – Olimpia Elbląg, Gwardia Szczytno, Mazur Ełk, Wigry Suwałki, Sokół Ostróda, Jeziorak Iława

Rozgrywki okręgowe:
- Klasa okręgowa Olsztyn-Elbląg (IV poziom rozgrywkowy)
- Klasa okręgowa Białystok-Suwałki (IV poziom rozgrywkowy)

- OZPN Olsztyn:

- - Klasa A (V poziom rozgrywkowy)
  - Klasa B - 2 grupy (VI poziom rozgrywkowy)
  - klasa C - 4 grupy (VII poziom rozgrywkowy)
  - klasa D (gminna) - podział na grupy (VIII poziom rozgrywkowy)

- OZPN Elbląg:

- - Klasa A (V poziom rozgrywkowy)
  - Klasa B - 2 grupy (VI poziom rozgrywkowy)
  - klasa C - 2 grupy (VII poziom rozgrywkowy)
  - klasa D - podział na grupy (VIII poziom rozgrywkowy)

- OZPN Suwałki:

- - Klasa A (V poziom rozgrywkowy)
  - Klasa B (VI poziom rozgrywkowy)

## Klasa okręgowa Olsztyn-Elbląg
| Poz. | Klub                | M  | Opis                                         |
| ---- | ------------------- | -- | -------------------------------------------- |
| 1    | Orlęta Reszel       | 26 | klasa makroregionalna Olsztyn                |
| 2    | Stomil II Olsztyn   | 26 | klasa makroregionalna Olsztyn                |
| 3    | Huragan Morąg       | 26 | klasa makroregionalna Olsztyn                |
| 4    | Powiśle Dzierzgoń   | 26 | klasa makroregionalna Elbląg-Bydgoszcz-Toruń |
| 5    | Tęcza Biskupiec     | 26 | klasa makroregionalna Olsztyn                |
| 6    | Zatoka Braniewo     | 26 | klasa makroregionalna Elbląg-Bydgoszcz-Toruń |
| 7    | Łyna Sępopol        | 26 | klasa makroregionalna Olsztyn                |
| 8    | Start Nidzica       | 26 | klasa makroregionalna Olsztyn                |
| 9    | Mlexer Elbląg       | 26 | klasa A Elbląg                               |
| 10   | Warmia Olsztyn      | 26 | klasa makroregionalna Olsztyn                |
| 11   | Victoria Bartoszyce | 26 | klasa makroregionalna Olsztyn                |
| 12   | MKS Korsze          | 26 | klasa makroregionalna Olsztyn                |
| 13   | Unia Susz           | 26 | klasa makroregionalna Elbląg-Bydgoszcz-Toruń |
| 14   | Pogoń Prabuty       | 26 | klasa A Elbląg                               |

- Orlęta Reszel nie awansowały do III ligi
- Mlexer Elbląg wycofał się z rozgrywek po sezonie i zgłosił siędo elbląskiej klasy A

## OZPN Olsztyn

### Klasa A
| Poz. | Klub                 | Pkt. | Bramki |
| ---- | -------------------- | ---- | ------ |
|      | Granica Kętrzyn      | 22   |        |
|      | Kormoran Ostróda     | 22   |        |
|      | Metalowiec Mrągowo   | 22   |        |
|      | Orkan Zalewo         | 22   |        |
|      | Błękitni Pasym       | 22   |        |
|      | Kombinat Bezledy     | 22   |        |
|      | Łyna Nidzica         | 22   |        |
|      | Warfama Dobre Miasto | 22   |        |
|      | Sokół Wopławki       | 22   |        |
|      | Gwardia II Szczytno  | 22   |        |
|      | Motor Lubawa (b)     | 22   |        |
|      | Orlęta II Reszel (b) | 22   |        |

- Gwardia II Szczytno wycofała się z rozgrywek

### Klasa B

#### grupa I
| Poz. | Klub                  | M  | Pkt. | Bramki |
| ---- | --------------------- | -- | ---- | ------ |
| 1    | Olimpia Olsztynek     | 20 | 33   |        |
| 2    | Fortuna Gągławki      | 20 | 29   |        |
| 3    | Tęcza Miłomłyn        | 20 | 28   |        |
| 4    | Kormoran Bynowo       | 20 | 25   |        |
| 5    | LZS Kozłowo           | 20 | 24   |        |
| 6    | Płomień Turznica      | 20 | 21   |        |
| 7    | Szeląg Stare Jabłonki | 20 | 13   |        |
| 8    | Grom Kiersztanowo     | 20 | 12   |        |
| 9    | Saturn Sławka Wielka  | 20 | 12   |        |
| 10   | LZS Jonkowo           | 20 | 12   |        |
| 11   | Ihar Bartążek         | 20 | 11   |        |

#### grupa II
| Poz. | Klub                       | M  | Pkt. | Bramki |
| ---- | -------------------------- | -- | ---- | ------ |
| 1    | Granica II Kętrzyn         | 20 | 33   |        |
| 2    | Pogranicze Gaje            | 20 | 27   |        |
| 3    | Polonia Lidzbark Warmiński | 20 | 26   |        |
| 4    | Pisa Barczewo              | 20 | 24   |        |
| 5    | Błękitni Garbno            | 20 | 23   |        |
| 6    | Włókniarz Miłakowo         | 20 | 21   |        |
| 7    | Venus Skierki              | 20 | 18   |        |
| 8    | Spółdzielca Kieźliny       | 20 | 18   |        |
| 9    | Warmianka Bęsia            | 20 | 18   |        |
| 10   | Reduta Bisztynek           | 20 | 9    |        |
| 11   | Mazur Szczytno             | 20 | 3    |        |

### Klasa C
- 4 grupy, brak danych

## OZPN Elbląg

### Klasa A
| Poz. | Klub                       | Pkt. | Bramki |
| ---- | -------------------------- | ---- | ------ |
| 1    | Olimpia II Elbląg          | 31   | 42-20  |
| 2    | Nogat Malbork (s)          | 28   | 48-25  |
| 3    | Błękitni Orneta (b)        | 27   | 34-27  |
| 4    | Barkas Tolkmicko           | 25   | 39-33  |
| 5    | Rodło Kwidzyn (s)          | 24   | 28-27  |
| 6    | Pomowiec Gronowo Elbląskie | 22   | 28-29  |
| 7    | Jurand Lasowice (b)        | 20   | 25-30  |
| 8    | Zalew Frombork (s)         | 20   | 27-35  |
| 9    | Powiśle Czernin            | 19   | 44-42  |
| 10   | Orzeł Ulnowo               | 18   | 25-32  |
| 11   | Żuławy Nowy Dwór Gdański   | 18   | 26-38  |
| 12   | Pogoń Gardeja              | 12   | 21-49  |